# Campionato ecuadoriano di calcio
Il campionato ecuadoriano di calcio si suddivide in una serie di categorie interconnesse tra loro in modo gerarchico. La massima divisione del calcio in Ecuador è la Primera Categoría Serie A, che comprende 12 squadre. I tre livelli più elevati sono sotto l'egida della Federazione calcistica dell'Ecuador (FEF).

## Struttura
Il campionato di calcio in Ecuador è articolato in questi livelli:
1. Primera Categoría Serie A, campionato nazionale di 12 squadre
2. Primera Categoría Serie B, campionato nazionale di 12 squadre
3. Segunda Categoría, campionato nazionale di 177 squadre

| Livello | Divisione                                               | Divisione                                               | Divisione                                               | Divisione                                               | Divisione                                               | Divisione                                               | Divisione                                               | Divisione                                               | Divisione                                               | Divisione                                               | Divisione                                               | Divisione                                               |
| ------- | ------------------------------------------------------- | ------------------------------------------------------- | ------------------------------------------------------- | ------------------------------------------------------- | ------------------------------------------------------- | ------------------------------------------------------- | ------------------------------------------------------- | ------------------------------------------------------- | ------------------------------------------------------- | ------------------------------------------------------- | ------------------------------------------------------- | ------------------------------------------------------- |
| 1       | Primera Categoría Serie A - (lega nazionale) 16 squadre | Primera Categoría Serie A - (lega nazionale) 16 squadre | Primera Categoría Serie A - (lega nazionale) 16 squadre | Primera Categoría Serie A - (lega nazionale) 16 squadre | Primera Categoría Serie A - (lega nazionale) 16 squadre | Primera Categoría Serie A - (lega nazionale) 16 squadre | Primera Categoría Serie A - (lega nazionale) 16 squadre | Primera Categoría Serie A - (lega nazionale) 16 squadre | Primera Categoría Serie A - (lega nazionale) 16 squadre | Primera Categoría Serie A - (lega nazionale) 16 squadre | Primera Categoría Serie A - (lega nazionale) 16 squadre | Primera Categoría Serie A - (lega nazionale) 16 squadre |
| 2       | Primera Categoría Serie B (lega nazionale) 10 squadre   | Primera Categoría Serie B (lega nazionale) 10 squadre   | Primera Categoría Serie B (lega nazionale) 10 squadre   | Primera Categoría Serie B (lega nazionale) 10 squadre   | Primera Categoría Serie B (lega nazionale) 10 squadre   | Primera Categoría Serie B (lega nazionale) 10 squadre   | Primera Categoría Serie B (lega nazionale) 10 squadre   | Primera Categoría Serie B (lega nazionale) 10 squadre   | Primera Categoría Serie B (lega nazionale) 10 squadre   | Primera Categoría Serie B (lega nazionale) 10 squadre   | Primera Categoría Serie B (lega nazionale) 10 squadre   | Primera Categoría Serie B (lega nazionale) 10 squadre   |
| 3       | Segunda Categoría (lega nazionale) 177 squadre          | Segunda Categoría (lega nazionale) 177 squadre          | Segunda Categoría (lega nazionale) 177 squadre          | Segunda Categoría (lega nazionale) 177 squadre          | Segunda Categoría (lega nazionale) 177 squadre          | Segunda Categoría (lega nazionale) 177 squadre          | Segunda Categoría (lega nazionale) 177 squadre          | Segunda Categoría (lega nazionale) 177 squadre          | Segunda Categoría (lega nazionale) 177 squadre          | Segunda Categoría (lega nazionale) 177 squadre          | Segunda Categoría (lega nazionale) 177 squadre          | Segunda Categoría (lega nazionale) 177 squadre          |